# Moralzarzal
Moralzarzal település Spanyolországban, Madrid tartományban. Moralzarzal Alpedrete, Hoyo de Manzanares, Collado Villalba, Collado Mediano, Becerril de la Sierra, Manzanares el Real, El Boalo, Torrelodones és Galapagar községekkel határos. Lakosainak száma 14 586 fő (2024).

## Népesség
A település népessége az utóbbi években az alábbiak szerint változott:
| Lakosok száma | 6134 | 9003 | 11 005 | 11 582 | 12 126 | 12 321 | 12 496 | 13 026 | 13 905 | 14 586 |
|               | 2001 | 2004 | 2007   | 2009   | 2012   | 2014   | 2017   | 2019   | 2022   | 2024   |